# Alphonse Karr

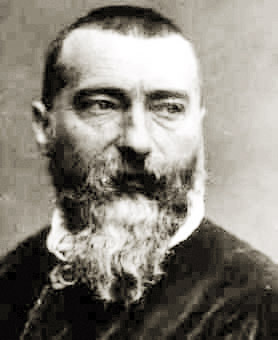
Alphonse Karr

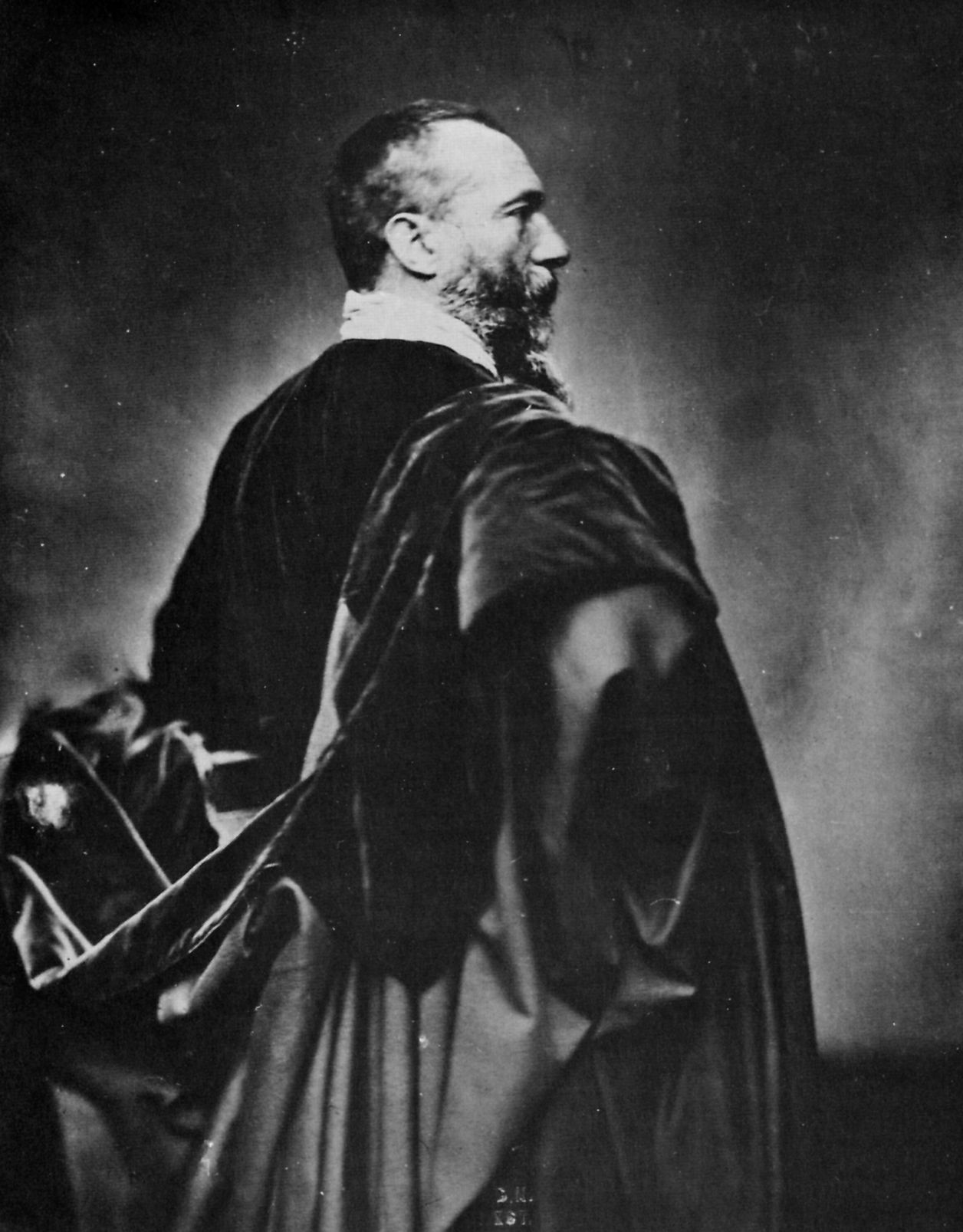
Alphonse Karr, Fotografie von Antoine Samuel Adam-Salomon um 1865

Jean-Baptiste Alphonse Karr (* 24. November 1808 in Paris; † 29. September 1890 in Saint-Raphaël) war ein französischer Journalist, Schriftsteller und Satiriker.

## Leben und Werk
Alphonse Karrs erster Roman Sous les Tilleuls (Unter den Linden) erschien 1832. Karr war einer der ersten, der die Küste der Normandie populär machte. Besonders angetan hatte es ihm Étretat, wo auch sein Roman Le chemin le plus court (Der kürzeste Weg, 1837) spielt.
Er war mit Victor Hugo befreundet. 1843 berichtete er in der Zeitung Le Siècle über das Drama, bei dem Léopoldine Hugo und ihr Ehemann Charles Vacquerie bei einem Schiffbruch auf der Seine in Villequier ums Leben kamen. Durch diesen Artikel erfuhr Victor Hugo, der sich zu dieser Zeit auf einer Reise in den Pyrenäen befand, vom Tod seiner Tochter und seines Schwiegersohns.
Alphonse Karr gründete das satirische Magazin Les Guêpes (Die Wespen), das zwischen 1839 und 1876 erschien. Als erbitterter Gegner von Napoléon III. ging er nach dem Staatsstreich von 1851 nach Nizza ins Exil. Sein Werk Les Willis (1835) war die Vorlage für Le Villi, Giacomo Puccinis erster Oper (1884). 1882 wurde Karr der erste amtierende Präsident der von Marie-Françoise Bernard und Helena, Comtesse de Noailles gegründeten Vereinigung Ligue populaire contre la vivisection, die sich gegen Tierversuche engagierte.
Seine letzten Jahre verbrachte Alphonse Karr in Saint-Raphaël an der Côte d’Azur, wo er sich intensiv dem Gartenbau und der Kultivierung von Blumen widmete. Ihm wird deshalb die Begründung der Blumenriviera zugeschrieben. Im Alter von fast 82 Jahren starb er dort am 29. September 1890. Ihm zu Ehren wurden postum zwei Pflanzen nach ihm benannt: der Zimmerbambus „Bambus multiplex Alphonse Karr“ und eine Birne.

## Werke
- Fa dièzes. Roman, Ledoux, Paris 1834
- Les Willis, 1835[2]
- Midi à 14 heures, Lange Lévy, Paris 1842
- Une heure trop tard, Gosselin, Paris 1849
- Voyage auteur de mon jardin, Slatkine, Paris 1979 (Repr. d. Ausg. Paris 1851)
- Reise um meinen Garten : ein Roman in Briefen / Alphonse Karr ; aus dem Französischen übersetzt[3] von Caroline Vollmann, Berlin : AB - Die Andere Bibliothek GmbH & Co. KG, Mai 2020, ISBN 978-3-8477-0425-6
- Le chemin le plus court, Didier, Paris 1854
- Agathe et Cécile. Lévy, Paris 1867
- Sous les tilleuls, Lévy, Paris 1869
- Sous les tilleuls ; texte établi et présenté par Alex Lascar, Paris : Société des textes français modernes, [2018], ISBN 978-2-86503-308-9
- Le credo du jardinier, Lévy, Paris 1875
- A bas les masques, Lévy, Paris 1883
- Dieu et diable, Calmann Lévy, Paris 1898